# Münchner Bücherschau

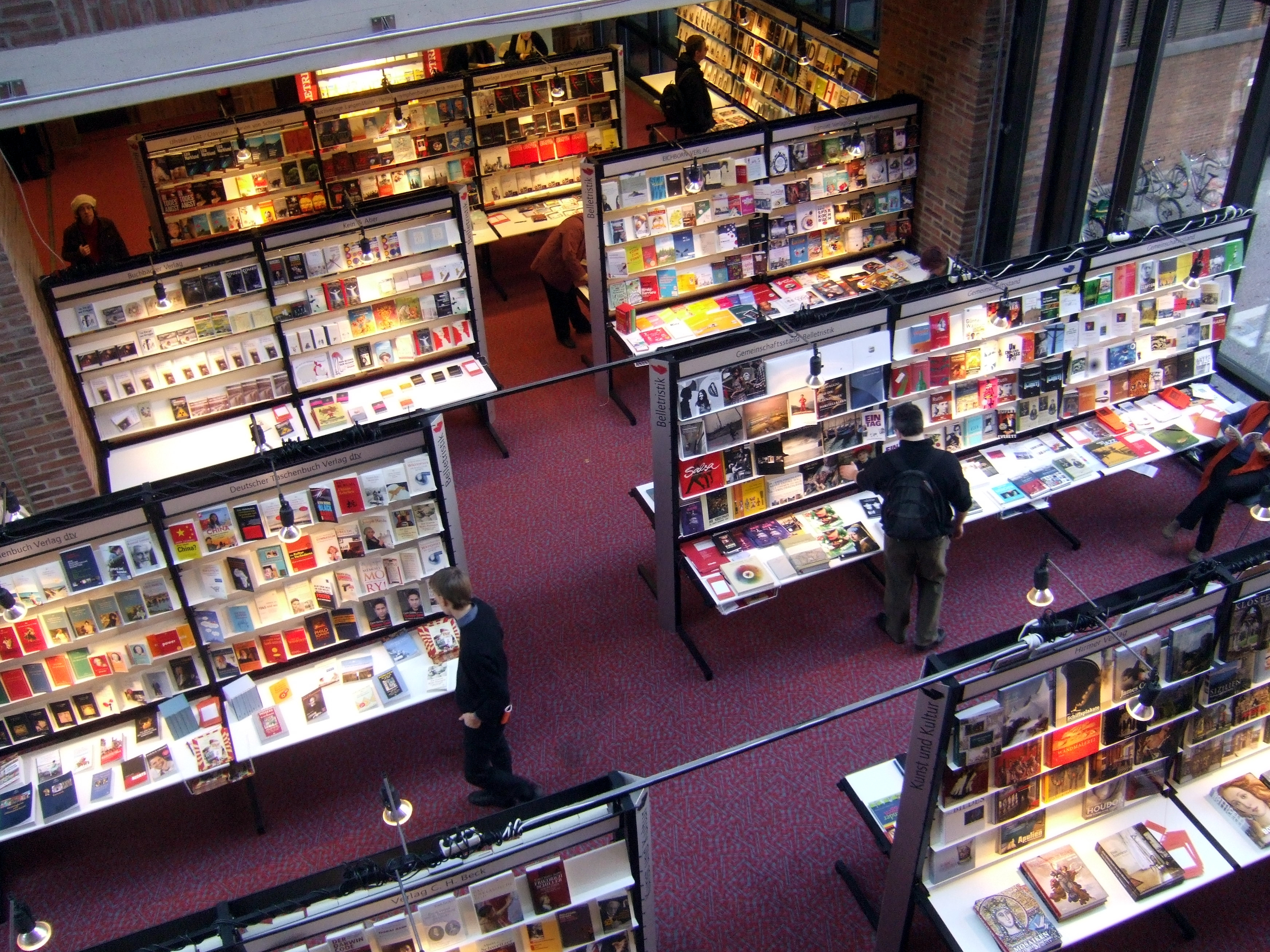
Münchner Bücherschau im Gasteig

Die Münchner Bücherschau ist eine Buchausstellung in München. 
Sie wird seit 1959 vom „Börsenverein des Deutschen Buchhandels – Landesverband Bayern e.V.“ in Zusammenarbeit mit dem Kulturreferat der Stadt München veranstaltet. Im Gegensatz zu vielen anderen Buchmessen findet kein Handel statt, die Veranstaltung dient ausschließlich der Vorstellung der Bücher und Medien. Die Bücherschau findet jährlich im Herbst statt und dauert 18 Tage. Der langjährige Ausstellungsort war das Münchner Kulturzentrum Gasteig. Nach der sanierungsbedingten Schließung des Gasteig findet sie in einem Ausweichquartier statt; im Jahr 2022 war es das Literaturhaus München. Der Besuch der Ausstellung ist kostenlos. Seit 2010 ist die Münchner Bücherschau eine der drei Säulen des Literaturfests München.
Aussteller sind jedes Jahr über 300 deutschsprachige Verlage, darunter auch viele aus München. Ergänzt wird diese Präsentation durch ein breites Rahmenprogramm mit nationalen und internationalen Autoren unterschiedlicher Genres. Die Schau deckt folgende Themengruppen ab: Belletristik, Hörbuch, Kinder- und Jugendbuch, Kunst und Kultur, Bavarica, Wissen und Technik, Sachbuch und Ratgeber sowie Kalender.
Mit dem Schulklassenprogramm werden die Schulen und Kindertagesstätten in München und dem Umland angesprochen. Vormittags gibt es zahlreiche Lesungen und Gespräche mit Autoren für verschiedene Altersstufen. 
Kreative Angebote für Kinder bietet der Verein Kultur & Spielraum in zahlreichen Workshops rund ums Thema Buch.
Während der letzten Jahre konnten jeweils über 160.000 Besucher gezählt werden. Zum Erfolg im Gasteig tragen auch die Münchner Stadtbibliothek mit ihrer Zentralbibliothek, das Veranstaltungsprogramm der Münchner Volkshochschule und das Kulturprogramm des Gasteigs bei, die für buchinteressierte „Laufkundschaft“ sorgen.
Seit 2006 findet im Frühjahr die Kinder- und Jugendbuchausstellung Münchner Bücherschau junior statt, die sich gezielt an Kinder und Jugendliche, Kindergärten und Schulen sowie Erzieher und Eltern wendet.